# Петропавловка (Джидинский район)
Петропа́вловка (бур. Сагаата) — село, административный центр Джидинского района Республики Бурятия. Образует сельское поселение «Петропавловское». Находится в 240 км к юго-западу от Улан-Удэ на левом берегу реки Джиды (приток Селенги), в 68 км к западу от железнодорожной станции Джида. 
Население — 7264 чел. (2024).

## История
До Октябрьской революции здесь располагались два казачьих посёлка — 1-й Чермутаевский и 2-й Чермутаевский, входящие в станицу Покровская. Так до 1916 года называлось казачье поселение — нынешнее село Желтура.
На левом берегу реки Джиды была поставлена небольшая кладбищенская часовня в честь святых Петра и Павла. Разрешение на возведение строения было дано 17 июня 1869 года главе 1-го Табангутского рода Цыдыку Ишидоржиеву. По названию этой часовни в 1916 году 1-й Чермутаевский посёлок был переименован в Петропавловский.
При всех православных храмах в казачьих поселениях действовали церковно-приходские школы. Строительство и внутреннее убранство православных храмов в основном финансировали богатые кяхтинские купцы и меценаты-казаки. Например, купцы М. А. Коковин, И. А. Басов, урядники С. М. Немчинов, К. Прутнев, С. Бурдуковский и др."
Ещё в 1930—1940-е годы Петропавловка звалась Цагатуем. Село Лапшиново (оно же Щекиново) располагалось отдельно, также РТС (ремонтно-тракторная станция). В 1950—1960-е годы в Петропавловку переселили жителей из сёл Баян, Елотуй, Шириново, Капчеранка, Зайцево, Чермутай, Ангархай, Нижний Ичётуй и др. Петропавловка разрослась. В 1970-е и 1980-е годы в Петропавловке было 3 школы: ПСШ № 1 — в центре села; ПСШ № 2 — в восточной части села (бывшее Лапшиново) ; ПСШ № 3 — в РТС.
В 1985 году в Петропавловке Свердловской киностудией снимался художественный фильм «Горький можжевельник» (Реж. Б. Халзанов).
С 2007 года 12 июля отмечется день села.

## Население
В 1900 году в селе проживало 1536 человек.
| 1959  | 1970  | 1979  | 1989  | 2002  | 2010  | 2012  |
| ----- | ----- | ----- | ----- | ----- | ----- | ----- |
| 2972  | ↗5731 | ↗7046 | ↗8038 | ↘7688 | ↘7451 | ↗7491 |
| 2013  | 2014  | 2015  | 2016  | 2017  | 2018  | 2019  |
| ↘7414 | ↘7365 | ↗7377 | ↘7346 | ↗7435 | ↘7371 | ↘7351 |
| 2020  | 2021  | 2023  | 2024  |       |       |       |
| ↘7277 | ↗7438 | ↘7334 | ↘7264 |       |       |       |

## Известные уроженцы
- Итыгилов, Александр Атаевич (1944—1990) — советский кинорежиссёр, оператор, сценарист. Заслуженный деятель искусств Украинской ССР.
- Цыренжапов, Владимир Александрович (1943—2006) — российский, артист эстрады и цирка, иллюзионист-манипулятор, заслуженный артист Бурятской АССР (1981), народный артист Бурятской АССР (1985), заслуженный артист РФ (1993).

## Социальная инфраструктура
- Петропавловская средняя школа № 1
- гимназия
- вечерняя школа
- Джидинский многопрофильный техникум
- музыкальная школа /сейчас Школа Искусств/
- дом культуры
- дворец культуры (КСК — культурно-спортивный комплекс)
- районная библиотека
- детская библиотека
- Джидинская народная галерея
- районная больница
- несколько десятков магазинов и ряд столовых, кафе

Ближайшие населенные пункты — село Булык, село Гэгэтуй, село Малый Нарын, село Додо-Ичётуй, село Цагатуй, село Дэдэ-Ичётуй. Булык находится в 1-2 км на запад; Гэгэтуй находится на 7 км на северо-запад, Малый Нарын на 15 км на северо-запад; Нижний Ичётуй на 7 км на восток-северо-восток, Цагатуй и Верхний Ичётуй на север км 15

## Радио
- 67,46 Радио России / Бурятское Радио (Молчит)
- 101,7 Радио России / Бурятское Радио
- 102,2 Баргузин FM (ПЛАН)
- 103,3 Радио Пульс Джиды

## Религиозные и культовые сооружения
В 2007 году построено здание Православной Церкви Московского Патриархата Святых Апостолов Петра и Павла. До 2007 года по ул. Ленина функционировал православный Дом Молитвы. После середины 1990-х годов в бывшем кинотеатре «Колос» был организован православный приход. До 2007 года православная община проводила богослужение в молитвенном доме по улице Ленина. Начатое в 2006 году строительство из-за отсутствия средств было остановлено. Весной 2007 был образован общественный совет, который и организовал сбор средств на возведение храма, что позволило обеспечить стройку и рабочих всем необходимым. В настоящее время храм постоянно открыт для посещения.

## Аэродром
В северной части Петропавловки располагается аэродром. В 1970-80-е годы каждый день был рейс в Улан-Удэ. В 90-е здание аэропорта закрылось. Ныне аэродром принимает в основном пожарные вертолёты и самолёты.

## Стадион
Стадион «Юность» с трибунами и подсобными помещениями. Футбольное поле, беговые дорожки, спортивные площадки.